# Tragedia del Serpentín de Pasamayo de 2018
La tragedia del Serpentín de Pasamayo de 2018 se refiere a un accidente ocurrido en Perú, el 2 de enero a la altura del kilómetro 75 de la Ruta nacional PE-1 en el área del Serpentín de Pasamayo cuando un tráiler impacto contra un bus interprovincial que en un intento de esquivarlo se despistó de la carretera y cayó hacia un acantilado frente al mar con 58 personas a bordo, como consecuencia 52 de ellas resultaron muertas y otras seis terminaron heridas, el conductor del tráiler resultó ileso. El hecho trascendió a la prensa a la tarde del mismo día siguiente e igualmente las operaciones de rescate, las cuales comenzaron pocas horas después del accidente por la Marina de Guerra, la Policía Nacional y el Cuerpo General de Bomberos Voluntarios en conjunto.

## Descripción del sitio del accidente
El serpentín de Pasamayo es una área de la Ruta nacional PE-1 ubicada en la Panamericana Norte, entre los distritos de Aucallama y Ancón, de las provincias de Huaral y Lima, ambas ubicadas en el Norte Chico, el serpentín es conocido con el apodo de la curva del diablo debido a la densa neblina, la constante humedad de sus pistas, sus muchas curvas y la falta de señalización, por consiguiente desde su apertura al público el lugar fue escenario de diversos accidentes que casi siempre terminaban en fatalidades.

## Antecedentes
El Estado peruano por medio del Decreto Supremo 001-2017 PCM, declaró el 2 de enero de 2018 feriado largo por Año Nuevo, esto con la oportunidad de incentivar el turismo interior en el país, diversas empresas de transportes se vieron beneficiadas por el alza de demandas a sus servicios; la Empresa de Transportes San Martín de Porres, que recorre la ruta Huacho-Lima, fue una de las empresas beneficiadas. sin embargo, uno de sus buses interprovinciales sería el protagonista del fatal accidente.
El bus interprovincial de placa B0K-954 perteneciente a la empresa ya mencionada salía la mañana del 2 de enero desde la ciudad de Huacho rumbo a Lima con pasajeros provenientes de diversos lugares que fueron a pasar el feriado no solo en la ciudad de Huacho si no en otros lugares del norte peruano como Máncora y Punta Sal. El bus llevaba en su interior a 56 personas entre pasajeros y tripulación, su destino final era el terminal de la empresa ubicado en el distrito de La Victoria en la ciudad de Lima.
Mientras tanto el tráiler de placa AFJ-758 había salido por la madrugada de la ciudad de Lima con rumbo al norte.

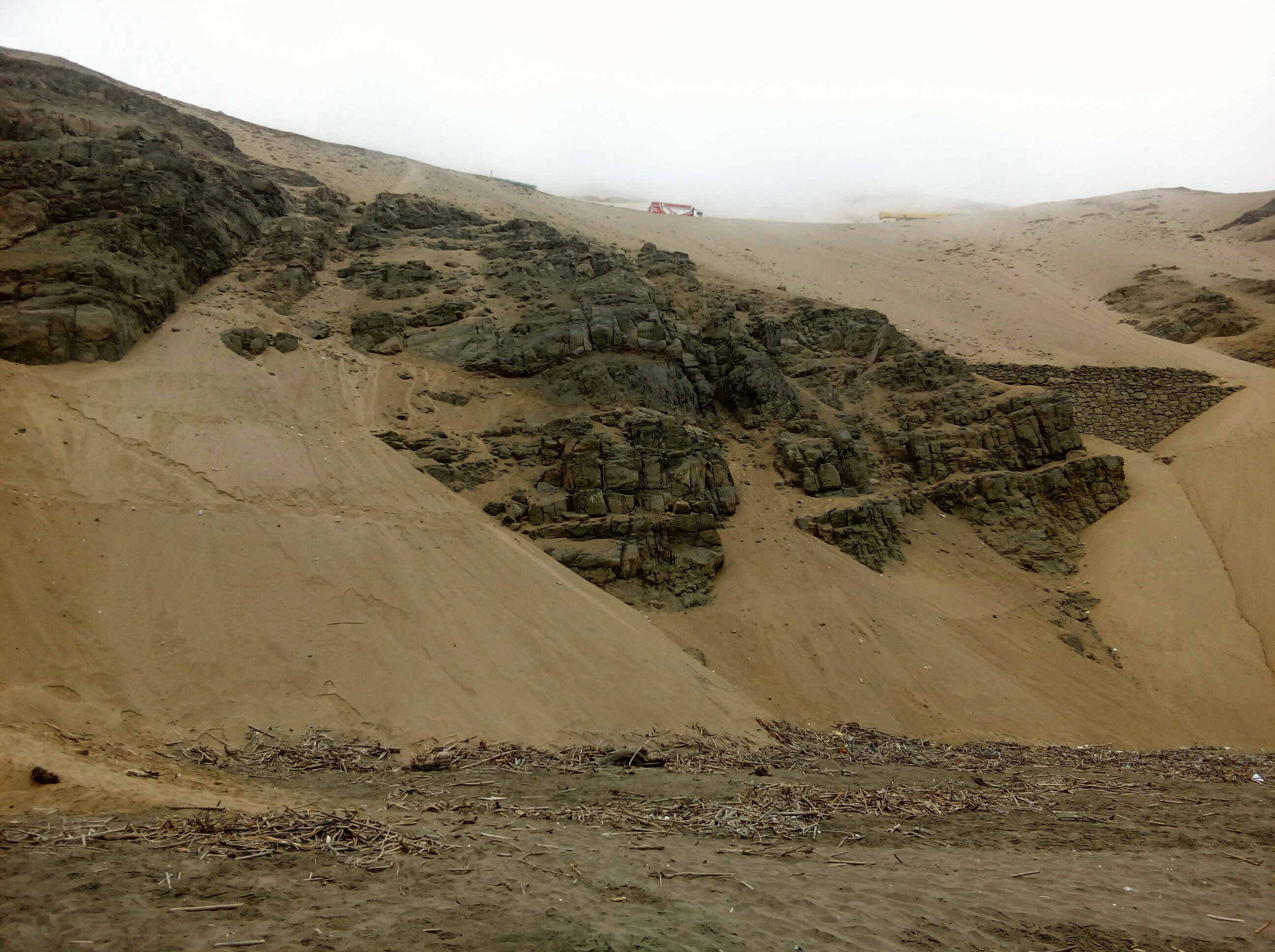
Serpentín de Pasamayo.
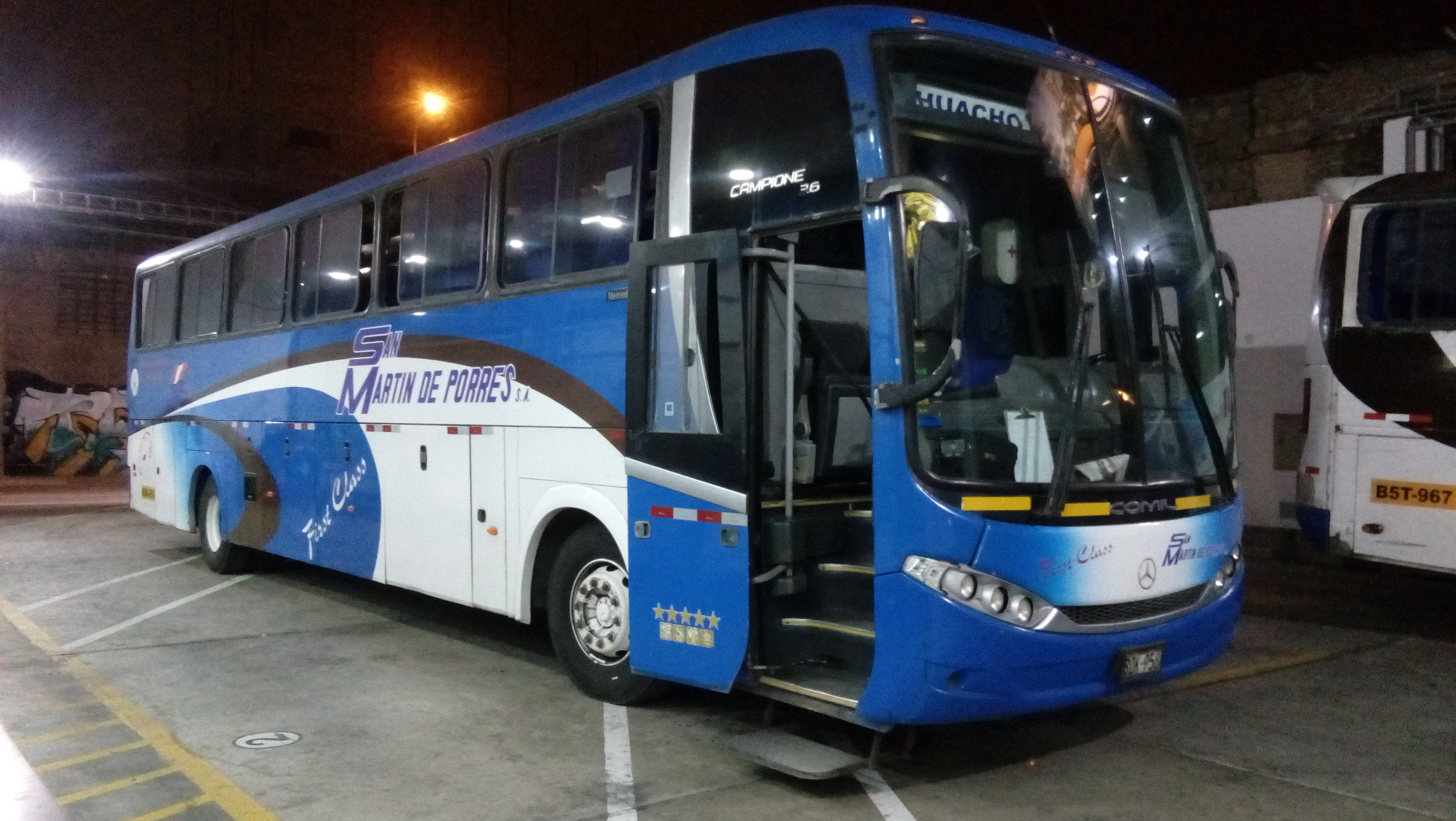
Bus de la empresa San Martin De Porres similar al que protagonizó el accidente.

## Acciones
Al segundo día el Ministerio de Transportes y Comunicaciones (MTC) comunicó en horas de la tarde que la operación de búsqueda y rescate había finalizado y se pudo rescatar todos los cuerpos que se encontraba esparcidos entre la arena de la playa del barranco y el mar. A pesar de esto algunas familias de varios desaparecidos acusaron que sus respectivos familiares todavía se encontraban no habidos. Durante los momentos de rescate, se registró robos a los cuerpos y heridos del lugar.
En lo que respecta a las personas que viajaban en el bus, casi todos ellos perecieron instantáneamente al momento de la colisión contra el suelo arenoso, solamente algunos usuarios pudieron salvarse ya sea lanzándose de la ventana o simplemente por pura casualidad, aunque resultaron seriamente heridos. El conductor del tráiler sobrevivió y fue llevado por la Policía Nacional a la ciudad de Huaral para ser interrogado. El 4 de enero se pudo encontrar los últimos cuerpos debajo de los restos del bus.
Ante el accidente el presidente Pedro Pablo Kuczynski; el ministro de Transportes y Comunicaciones Bruno Giuffra fue citado al Congreso de la República por el suceso, mientras que la Superintendencia de Transporte Terrestre de Personas, Carga y Mercancías (ligada al Ministerio de Transportes y Comunicaciones), por orden del presidente Kuczynski, inició un proceso de reestructuración. El presidente también anunció que el Serpentín de Pasamayo sería cerrado al tránsito de buses y serían desviados por la Variante de Pasamayo.